# Antonio Peña Guajardo
Antonio Peña Guajardo (Monterrey, Nuevo León; 13 de abril de 1974-Monterrey, 23 de julio de 2014) fue un historiador, investigador, catedrático y académico mexicano. Su trabajo se centró en la historia de la economía novohispana y de la política durante la etapa de la República Restaurada, con especial atención en el noreste de México.

## Estudios
Fue licenciado en Historia por la Facultad de Filosofía y Letras de la Universidad Autónoma de Nuevo León, donde se tituló con la tesis Caudillismo y poder político en el norte de Nuevo León. El caso Francisco Naranjo (1867-1885). Posteriormente, realizó estudios de maestría en Historia Moderna y Contemporánea en el Instituto de Investigaciones Dr. José María Luis Mora, donde obtuvo su título con la tesis La economía novohispana y la élite local del Nuevo Reino de León en la primera mitad del siglo XVIII. En 2007, ingresó al programa de doctorado en Historia en El Colegio de México, donde fue asesorado por el historiador Bernd Hausberger, pero falleció poco antes de poder defender su tesis doctoral, titulada La intendencia de San Luis Potosí. La economía de un espacio heterogéneo, 1787-1808.

## Docencia e investigación
Fue profesor titular e investigador de la Facultad de Filosofía y Letras de la Universidad Autónoma de Nuevo León, donde dirigió un seminario de investigación sobre la historia del Porfiriato en Nuevo León. Fue miembro de la Asociación Mexicana de Historia Económica y de la Sociedad Nuevoleonesa de Historia, Geografía y Estadística, A.C. Fue uno de los coordinadores de la revista de divulgación histórica Atisbo. Una mirada a la historia.   

## Premios y distinciones
- Premio de Investigación Histórica Israel Cavazos Garza, otorgado por el Consejo para la Cultura y las Artes de Nuevo León en 2005.[6]
- Premio como asesor a la mejor tesis de licenciatura del año 2013, en el área de educación y humanidades, otorgado por la Universidad Autónoma de Nuevo León.[7]

## Obras publicadas
Entre sus obras destacan: 
- Francisco Naranjo: caudillo de la República Restaurada en Nuevo León, 1867-1885 (Archivo General de Nuevo León, 2002).
- La economía novohispana y la élite local del Nuevo Reino de León en la primera mitad del siglo XVIII (Consejo para la Cultura y las Artes de Nuevo León, 2005)